# مارکسیسم شوروی
مارکسیسم شوروی؛ تحلیلی انتقادی عنوان کتابی است از فیلسوف آلمانی، هربرت مارکوزه که آن را در سال ۱۹۵۸ نگارش کرده‌است. مارکوزه در این کتاب انتقادی بر مارکسیسم رایج در دولت تک حزبی شوروی دارد.

## نگاهی بر کتاب
هربرت مارکوزه فیلسوف و جامعه‌شناس مکتب فرانکفورت این کتاب را در دوران مهاجرت خود به ایالات متحده آمریکا نوشته‌است. او در این اثر هم‌مانند تمام دیگر آثار خود، هدف و روش مشخص خود یعنی دیالکتیک (مباحثه ومناظره )و انتقاد را حفظ و به کار گرفته است. این کتاب برخلاف دیگر آثار مارکوزه که در نقد جوامع سرمایه‌داری و مصرف‌گرایی حاکم بر آن است، انتقادی است از روایت روسیِ مارکسیسم که توسط حزب کمونیست شوروی و دولت آن سرزمین هدایت می‌شود.
مارکوزه در این کتاب به تحلیل این نوع از مارکسیسم می‌پردازد و معتقد است:مارکسیسمی که در شوروی غالب است جای آنکه واقعیات جامعهٔ روسیه را با نظریات مارکس منطبق کند، برعکس مارکسیسم با جامعه و واقعیات اجتماعی آن کشور تطابق یافته‌است. او همچنین در این کتاب نقدی بر دولت گرایی این سرزمین دارد که در حقیقت دولت ابزار اجرا و پیشبرد سوسیالیسم شده‌ است و دستگاه اداری آن نیز به شدت گسترده شده‌است. همچنین بروکراسی دولتی حافظ منافعِ اقتصادی و سیاسی گروه خاصی (اعضای حزب کمونیست) شده‌ است.
مارکوزه در این کتاب تحلیل کرده‌است که این نوع مارکسیسمی که در شوروی رسمیت یافته است، برداشتی از نظریات فردریش انگلس است نه کارل مارکس زیرا انگلس بود که توجه خود را به عوامل زیربنایی (عوامل مادی) متمرکز کرده است تا مسائل روبنایی یا شرایط ذهنی و سوبژکتیو(ذهنی ودرونی )